# 8월

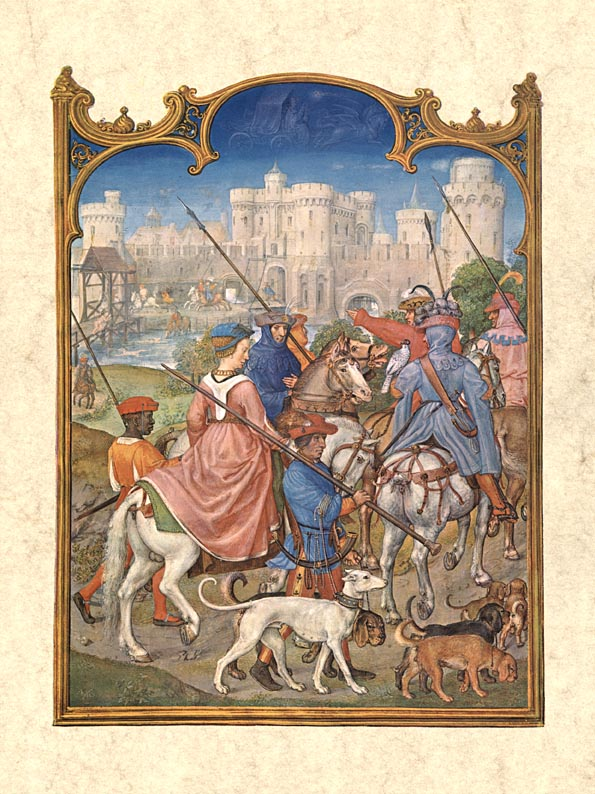

8월(八月, August)은 그레고리력에서 한 해의 여덟 번째 달이며, 7월과 연속으로 31일까지 있으며 이 달부터 연말까지는 2의 배수가 오는 달마다 31일까지 있다. 이 달과 그 해의 11월은 항상 같은 요일로 끝난다. 또한, 윤년 경우 이 달과 그 해의 2월은 같은 요일로 시작되며, 다음 해도 평년인 경우 다음 해 5월과 같은 요일이 된다. 다만, 다음 해가 윤년이면 다음 해 10월과 같은 요일이 된다.
이후 400년 동안 이 달은 월요일, 수요일, 토요일은 58번, 목요일, 금요일은 57번, 화요일, 일요일은 56번 시작한다.
또한 한중일월 4개국에서 공휴일이 빈약한 달 중 하나로 중국과 베트남은 건국 이래 8월에는 공휴일이 없고 일본은 2015년까지 8월에 공휴일이 하나도 없었다.
단, 수요일로 시작하는 윤년(예: 2020년, 2048년, 2076년)과 목요일로 시작하는 평년/윤년(예: 2004년, 2009년, 2015년, 2026년, 2032년, 2037년, 2043년, 2054년, 2060년, 2065년, 2071년, 2082년, 2088년, 2093년, 2099년) 그리고 금요일로 시작하는 평년(예: 2010년, 2021년, 2027년, 2038년, 2049년, 2055년, 2066년, 2077년, 2083년, 2094년, 2100년)일 경우에는 8월의 공휴일이 아예 없는 경우도 있다.
단, 첫 주 평일은 1일, 2일, 3일이며, 마지막 주 평일은 29일, 30일, 31일이다.
대한민국에서 휴가철이 끝나는 달이며 대학교의 신학기(2학기)가 시작되는 달이다.
2015년까지는 일본에서 6월과 함께 공휴일이 없는 달이었으나 산의 날이 8월 11일로 지정되면서 빠졌다.
음력 6월과 음력 7월이 이 달에 있으며 8월에는 음력 6월 15~16일, 7월 15~16일의 보름달을 관측할 수 있다. 이 달에 윤달이 들 경우 처서 이전은 윤6월, 처서 이후는 윤7월이다.

## 유래
8월을 뜻하는 영어 단어 August는 초대 로마 황제이자 가이우스 율리우스 카이사르의 아들인 아우구스투스(Augustus)에서 유래하였다. 그 전에는 6번째 달(sixth month)을 의미하는 섹스틸리스(Sextillis)였다.

## 문화
- 잉글랜드의 프리미어 리그는 8월에 한 시즌이 시작한다.
- 이탈리아의 세리에 A는 8월에 한 시즌이 시작한다.
- 네덜란드의 에레디비시는 8월에 시즌이 시작된다.
- 프랑스의 리그 1은 8월에 시즌이 시작된다.
- 독일의 분데스리가는 8월에 시즌이 시작된다.
- 오스트레일리아의 A-리그는 8월에 시즌이 시작된다.
- 스코틀랜드의 프리미어리그는 8월에 시즌이 시작된다.
- 스페인의 프리메라리가는 8월에 시즌이 시작된다.
- 윤년에 개최되는 하계 올림픽의 개막식이 8월에 열린다. 2024년 하계 올림픽처럼 빠른 경우에는 7월 말에 개막하기도 한다. 예외로 1988 서울 올림픽은 9월에, 1964 도쿄 올림픽은 10월에 개막했다.

## 행사
- 대한민국, 일본에서는 8월 중순에 2학기 개학을 한다.
- 대한민국에서는 8월 하순에 대학교에서 1학기 졸업식을 치른다.

## 국경일 및 법정기념일
- 8월 15일 - 광복절(공휴일)
- 8월 22일 - 에너지의 날

## 세계 각국의 휴일
- 미국의  콜로라도주 - 연방 가입일 (8월 1일)
- 베냉 - 독립기념일 (8월 1일)
- 스위스 - 건국기념일 (8월 1일)
- 니제르 - 독립기념일 (8월 3일)
- 부르키나파소 - 독립기념일 (8월 5일)
- 볼리비아 - 독립기념일 (8월 6일)
- 자메이카 - 독립기념일 (8월 6일)
- 코트디부아르 - 독립기념일 (8월 7일)
- 콜롬비아 - 보야카 전투 기념일 (8월 7일)
- 싱가포르 - 독립기념일 (8월 9일)
- 남아프리카 공화국 - 여성의 날 (8월 9일)
- 에콰도르 - 독립기념일 (8월 10일)
- 미국의  미주리주 - 연방가입일 (8월 10일)
- 차드 - 독립기념일 (8월 11일)
- 일본 - 산의 날 (8월 11일)
- 중앙아프리카 공화국 - 독립기념일 (8월 13일)
- 파키스탄 - 독립기념일 (8월 14일)
- 인도 - 독립기념일 (8월 15일)
- 대한민국 - 광복절 (8월 15일)
- 리히텐슈타인 - 국경일 (8월 15일)
- 적도 기니 - 제헌절 (8월 15일)
- 코스타리카 - 어머니날 (8월 15일)
- 콩고 공화국 - 독립기념일 (8월 15일)
- 가봉 - 독립기념일 (8월 17일)
- 인도네시아 - 독립기념일 (8월 17일)
- 아프가니스탄 - 독립기념일 (8월 19일)
- 에스토니아 - 독립기념일 (8월 20일)
- 헝가리 - 헝가리 국경일 (8월 20일)
- 미국의  하와이주 - 연방 가입일 (8월 21일)
- 우크라이나 - 독립기념일 (8월 24일)
- 우루과이 - 독립기념일 (8월 25일)
- 조선민주주의인민공화국 - 조국해방기념일 (8월 15일), 선군절 (8월 25일)
- 몰도바 - 독립기념일 (8월 27일)
- 키르기스스탄 - 독립기념일 (8월 31일)
- 말레이시아 - 독립기념일 (8월 31일)
- 트리니다드 토바고 - 독립기념일 (8월 31일)
- 아일랜드 - 8월 휴일 (8월 7일)
- 사모아 - 로투 (8월 두 번째 월요일)
- 영국 - 하계 휴일 (8월 마지막 월요일)
- 성모 승천 대축일 - 일부 기독교 국가만 (8월 15일)

## 기타
- 불행: 8월의 저주

## 24절기
- 입추: 8월 7일 또는 8월 8일.
- 처서: 8월 23일 또는 8월 24일.